# Xia Zhi-guang
Xia Zhi-guang (chino simplificado= 夏之光), es un cantante y bailarín chino. Es miembro de los grupos "X-NINE" y "R1SE".

## Biografía
Estudió en la Escuela de baile afiliado a la Academia de Teatro de Shanghái.

## Carrera
Actualmente es miembro de la agencia "Wajijiwa Entertainment" (哇唧唧哇娛樂). Previamente formó parte de la agencia EE-Media (天娛傳媒) del 2016 al 2017.

### Televisión
El 18 de febrero de 2017, apareció como invitado por primera vez en el programa Happy Camp donde participó junto a X-NINE, Dilraba Dilmurat, Yu Menglong, Wei Daxun, Peter Sheng, Yang Di y Ming Xi. En 2018, apareció como invitado en la primera y segunda temporada de la serie Oh! My Emperor donde interpretó al antiguo Scorpio.
El 6 de abril de 2019, se unió al programa de canto Produce Camp 2019 donde participó, llegando a la ronda final y quedando en el cuarto lugar, convirtiéndose así en uno de los miembros del nuevo grupo R.1.S.E.
El 29 de agosto de 2019, se unirá al elenco principal de la serie Nine Kilometers of Love (九千米的爱情) donde dará vida a Zhou Yuhang, un miembro de la tripulación dentro de la industria de la aviación.

### Música
El 28 de septiembre de 2016, se unió a la banda china X-NINE junto a Zhao Lei, Yang Xujia, Peng Chuyue, Xiao Zhan, Chen Emn, Jason Koo, Wu Jiacheng y Guo Zifan. En el grupo tiene la posición de vocalista y bailarín.
Desde el 8 de junio de 2019, forma parte del grupo chino R.1.S.E (que significa: R - Running (赛跑), 1 - No 1 (笫一), S - Sun (太阳) y la E - Energy (能量)) junto a Zhou Zhennan, Liu Ye, Yan Xujia, Zhao Lei, Yao Chen, Zhai Xiaowen, Zhang Yanqi, Ren Hao, Zhao Rang y He Luoluo. Ese mismo día el grupo presentó su primer sencillo titulado "R1SE". El 9 de agosto del mismo año el grupo lanzó el MV de la canción final para la película Shanghai Fortress. El 2 de junio de 2021 se anunció que después de dos años, el grupo se disolvería el 14 de junio del mismo año.

## Filmografía

### Series de televisión
| Año             | Título                  | Personaje           | Notas |
| --------------- | ----------------------- | ------------------- | ----- |
| 2021 - presente | Please Classmate        | Li He               |       |
| 2019            | Nine Kilometers of Love | Zhou Yuhang         |       |
| 2018            | Oh! My Emperor          | Yao Guang (Scorpio) |       |
| 2018            | 我的法則·辦公室篇       | 光光                |       |

### Películas
| Año  | Título         | Personaje       | Notas          |
| ---- | -------------- | --------------- | -------------- |
| 2019 | 幸福回家路     | Nieto (en 1998) | (corto)        |
| 2018 | Monster Hunt 2 | -               | junto a X-NINE |

### Programas de variedades
| Año  | Programa                        | Notas                                   |
| ---- | ------------------------------- | --------------------------------------- |
| 2019 | Super Nova Games                | participante - junto a R.1.S.E          |
| 2019 | Produce Camp 2019 (青春环游记)  | concursante                             |
| 2019 | Day Day Up                      | invitado                                |
| 2018 | 詩意中國                        | invitado                                |
| 2018 | Super Nova Games (超新星全運會) | concursante - junto a X-NINE            |
| 2017 | Who's the Murderer              | (ep. #11) - invitado                    |
| 2017 | Happy Camp                      | invitado - junto a X-NINE               |
| 2015 | X-Fire (燃烧吧少年)             | 12 episodios - miembro - junto a X-NINE |

### Revistas / sesiones fotográficas
| Año        | Revista               | Notas                                       |
| ---------- | --------------------- | ------------------------------------------- |
| 2020       | Wonderland China      | (publicación de junio) - junto a R.1.S.E    |
| 2020       | Madame Figaro China   | [ 8 ]                                       |
| 2020       | ELLEMEN Fresh         |                                             |
| 2019       | Lifestyle Magazine    | (publicación #2306)                         |
| 2019       | OK! Magazine          | (publicación #187) - junto a R.1.S.E        |
| 2019       | GQ China              | (tema: "All Eyes On You") - junto a R.1.S.E |
| 2019       | Bazaar V Loveletter   | junto a R.1.S.E                             |
| 2019       | Harper’s Bazaar China | junto a R.1.S.E                             |
| 2019       | Esquire China         |                                             |
| 2019       | VogueMe China         |                                             |
| 2019       | Mensuno China         |                                             |
| 2019       | Esquire × The Chuang  | (White T-Shirts, Bandage & Lolipop)         |
| 2018       | 体育博览 · SoCool     |                                             |
| 2017       | 新锐                  |                                             |
| 2017       | 时尚 COSMOPOLITAN     |                                             |
| 2017       | 智族 GQ               |                                             |
| 2016, 2017 | 时装男士              |                                             |

### Eventos
| Año  | Título                                 | Notas                                 |
| ---- | -------------------------------------- | ------------------------------------- |
| 2020 | 2019 Weibo Awards Ceremony             | junto a R.1.S.E                       |
| 2019 | 2019-2020 New Year’s Countdown Gala    | junto a R.1.S.E                       |
| 2019 | 2019 Tencent Video Star Awards         | junto a R.1.S.E                       |
| 2019 | 1st Tencent Music Entertainment Awards | junto a R.1.S.E                       |
| 2019 | 2019 Cosmo Glam Night                  | junto a R.1.S.E                       |
| 2019 | Fan Meeting: Doki x The Chuang 2019    | junto a miembros de Produce Camp 2019 |

## Discografía

### R1SE

#### Sencillos
| Fecha               | Título | Lista de canciones | Notas                                          |
| ------------------- | ------ | ------------------ | ---------------------------------------------- |
| 9 de agosto de 2019 |        |                    | OST para "Shanghai Fortress" - (canción final) |
| 8 de junio de 2019  | R1SE   | 1. R1SE            |                                                |

### X-NINE[10]

#### Miniálbum
| Fecha                   | Título                    | Lista de canciones |
| ----------------------- | ------------------------- | --- |
| 9 de mayo de 2018       | Keep Online (No version)  | 1. Do you miss me? (你想我嗎) 2. Signal (信號) 3. Players (玩家) - (junto a Zhao Lei, Guo Zifan y Yang Xujia) 4. Blazing heat (熾熱) - (junto a Jason Koo, Guo Zifan y Yang Xujia) |
| 14 de febrero de 2018   | Keep Online (Yes version) | 1. We Want What We Want 2. May I Have Your Heart-IP (永不下線的,才算愛嗎) 3. BIG SHOW 4. Face Face (顏值說)                                                                        |
| 1 de septiembre de 2015 | X玖                       | 1. Yǐ Jǐ Zhī Ming (以己之名) 2. B.O.Y.S 3. Yong Zì Ba Fa (永字八法) |

#### Sencillo
| Fecha                    | Título                                          | Lista de canciones                                 |
| ------------------------ | ----------------------------------------------- | -------------------------------------------------- |
| 24 de abril de 2018      | I Want To Give You (我想給你)                   | 1. I Want To Give You (我想給你)                   |
| 17 de abril de 2018      | Face Face (顏值說)                              | 1. Face Face (顏值說)                              |
| 16 de marzo de 2018      | BIG SHOW                                        | 1. BIG SHOW                                        |
| 1 de febrero de 2018     | May I Have Your Heart-IP (永不下線的,才算愛嗎?) | 1. May I Have Your Heart-IP (永不下線的,才算愛嗎?) |
| 2 de enero de 2018       | We Want What We Want                            | 1. We Want What We Want                            |
| 28 de abril de 2017      | Say No (炫斗青春)                               | 1. Say No (炫斗青春)                               |
| 18 de diciembre de 2016  | Yong Zì Ba Fa (永字八法)                        | 1. Yong Zì Ba Fa (永字八法)                        |
| 9 de noviembre de 2016   | B.O.Y.S.                                        | 1. B.O.Y.S.                                        |
| 24 de septiembre de 2016 | Yǐ Jǐ Zhī Ming (以己之名)                       | 1. Yǐ Jǐ Zhī Ming (以己之名)                       |
| 1 de septiembre de 2015  | Fight Through The Sky (斗破苍穹)                | 1. Fight Through The Sky (斗破苍穹)                |

## Apoyo a beneficencia
En el 2019 junto a R.1.S.E. y el actor Li Yifeng participaron con GQ China modelando las camisas diseñadas por ellos mismos para organizaciones benéficas.

## Premios y nominaciones
| Año  | Categoría              | Premio                     | Trabajo  | Resultado |
| ---- | ---------------------- | -------------------------- | -------- | --------- |
| 2020 | Best Group of the Year | 2019 Weibo Awards Ceremony | R.1.S.E. | Ganaron   |